# Березняковский сельский округ
Березняковский сельский округ — упразднённая административно-территориальная единица, существовавшая на территории Сергиево-Посадского района Московской области в 1994—2006 годах.
Козицынский сельсовет был образован в 1927 году в составе Рогачёвской волости Сергиевского уезда Московской губернии путём выделения из Дубининского с/с.
В 1929 году Козицынский с/с был отнесён к Сергиевскому (с 1930 — Загорскому) району Московского округа Московской области. При этом к нему был присоединён Слободский с/с.
17 июля 1939 года к Козицынскому с/с был присоединён Сменовский с/с (селения Бобошино, Дерюзино и Ильинки). При этом центр Козицынского с/с был перенесён в селение Березняки, а сам сельсовет переименован в Березняковский сельсовет.
9 июля 1952 года из Леоновского с/с в Березняковский было передано селение Дубининское.
14 июня 1954 года к Березняковскому с/с был присоединён Малинниковский сельсовет. 22 июня селение Ильинки было передано из Березняковского с/с в Тураковский с/с.
1 февраля 1963 года Загорский район был упразднён и Березняковский с/с вошёл в Мытищинский сельский район. 11 января 1965 года Березняковский с/с был возвращён в восстановленный Загорский район.
23 июня 1988 года в Березняковском с/с были упразднены деревни Волосково и Стогово.
16 сентября 1991 года Загорский район был переименован в Сергиево-Посадский.
3 февраля 1994 года Березняковский с/с был преобразован в Березняковский сельский округ.
24 ноября в Березняковском с/о посёлок Алексеевского лесничества был переименован в Листвянку.
В ходе муниципальной реформы 2005 года Березняковский сельский округ прекратил своё существование как муниципальная единица. При этом селения НИИРП и Смена были переданы в городское поселение Сергиев Посад, а остальные населённые пункты — в сельское поселение Березняковское.
29 ноября 2006 года Березняковский сельский округ исключён из учётных данных административно-территориальных и территориальных единиц Московской области.